# Preiļi (novads 2009–2021)
Preiļi (łot.: Preiļu novads) – jeden z łotewskich novadsów, funkcjonujący w latach 2009–2021.

## Historia
Novads powstało na terenach należących przed 2009 do rejonu Preiļi.
W skład novadsu wchodziło miasto Preiļi oraz cztery pagasty: Aizkalne, Pelēči, Preiļi i Sauna. Jego stolicą zostało miasto Preiļi.
Zlikwidowany w ramach reformy administracyjnej 30 czerwca 2021. Wszedł w całości w skład nowego, większego novadsu Preiļi.